# Vantaa (rzeka)
Vantaa (fiń. Vantaanjoki, szw. Vanda å) – rzeka w południowej Finlandii o długości 99,1 km. Swe źródła ma w jeziorze Erkylänjärvi – odnodze jeziora Hausjärvi i wpływa do Zatoki Fińskiej w Helsinkach.

## Nazwa
Stara nazwa rzeki, Helsing, dała nazwę szwedzkojęzycznej nazwie miasta Helsingfors i pośrednio nazwie fińskiej.

## Rzeka
W rzece żyją 34 gatunki ryb. Rzeka jest zapasowym źródłem wody pitnej dla Helsinek i była używana podczas remontu tunelu wodnego Päijänne, aczkolwiek jakość wody z rzeki Vantaa jest gorsza i woda wymaga oczyszczenia.
Nad rzeką znajduje się pracująca elektrownia wodna czynna również jako muzeum. Elektrownia produkuje 500 MWh prądu rocznie.